# Недорубов, Константин Иосифович
Константи́н Ио́сифович Недору́бов (21 мая [2 июня] 1889, хутор Рубежный, Усть-Медведицкий округ, область Войска Донского, Российская империя — 13 декабря 1978, станица Берёзовская, Даниловский район, Волгоградская область, РСФСР, СССР) — русский и советский военный, полный кавалер Георгиевского креста, подхорунжий Казачьих войск; Герой Советского Союза, командир эскадрона, гвардии капитан.

## Биография
Родился в семье донского казака на хуторе Рубежный (ныне в составе хутора Ловягин Даниловского района Волгоградской области). Окончил начальную школу.
В 1911 году поступил на воинскую службу казаком в 15-й Донской казачий полк 14-го армейского корпуса генерала Брусилова, город Томашев территория Царства Польского, Российской империи. Участник Первой мировой войны, служил на Юго-Западном и Румынском фронтах.
- Первым Георгиевским крестом 4-й степени награждён за проявленное геройство в ходе одного из тяжелейших боев под городом Томашевым. В августе 1914 года, преследуя отступавших австрийцев, невзирая на ураганный артиллерийский обстрел, группа донских казаков во главе с урядником Недорубовым ворвалась в расположение неприятельской батареи и захватила её вместе с прислугой и боекомплектом.
- Второй Георгиевский крест Константин Иосифович получил в феврале 1915 года за подвиг во время боев за город Перемышль. 16 декабря 1914 года награждён за находчивость и геройство, проявленные им во время разведки, за то что, в одиночку взял в плен 52 австрийца.
- Третий Георгиевский крест Недорубов получил за отличие в боях в июне 1916 года в период знаменитого Брусиловского прорыва, где он проявил храбрость и отвагу.
- Четвёртого — золотого «Георгия» 1-й степени он получил за пленение с группой казаков штаба немецкой дивизии вместе с генералом и оперативными документами.
- Кроме четырёх крестов, Константин Недорубов был награждён ещё и двумя Георгиевскими медалями за боевую отвагу. Окончил войну в звании подхорунжего.

В Гражданскую войну сначала воевал на стороне белых в 18-м Донском казачьем полку Донской армии. В 1918 году попал в плен и перешёл на сторону красных. С 24 по 30 июня 1919 года находился в плену у белых в районе хутора Башкирка Усть-Медведицкого округа, ввиду заслуг перед Россией избежал расстрела и был отпущен. Затем снова воевал в Красной Армии — командиром эскадрона в Блиновской дивизии. Участвовал в обороне Царицына. За бои с Врангелем был представлен к ордену Красного Знамени, но орден «затерялся». Зато Недорубов был удостоен красных революционных шаровар (галифе).
7 июля 1933 года осуждён по статье 109 УК РСФСР «злоупотребление властью или служебным положением» (разрешил колхозникам использовать на еду оставшееся после посева зерно) — 10 лет ИТЛ. Три года работал в Волголаге на строительстве канала Москва — Волга, за ударную работу был досрочно освобождён.
В Великую Отечественную войну в октябре 1941 года сформировал кавалерийский эскадрон из добровольцев и стал его командиром. Вместе с ним в эскадроне служил и его сын Николай. На фронте с июля 1942 года. Командуя эскадроном в составе 41-го гвардейского кавалерийского полка, в ходе налётов на противника 28 и 29 июля 1942 года в районе хуторов Победа и Бирючий, 2 августа 1942 года под станицей Кущёвской, 5 сентября 1942 года в районе станицы Куринская и 16 октября 1942 года у села Маратуки, уничтожил большое число живой силы и техники противника. В частности, в тяжёлом бою под станицей Кущёвская было уничтожено свыше 200 солдат и офицеров противника. В бою под селом Маратуки эскадрон также уничтожил свыше 200 гитлеровцев, сам Недорубов вместе со своим сыном уничтожил до 70 солдат и офицеров противника. Его сын пропал без вести в бою в районе станицы Куринская, но, как выяснилось впоследствии, он, раненный, был подобран дальними родственниками Недорубовых, которые выходили его и укрывали от немцев. После освобождения района Николай Недорубов вернулся в строй.
26 октября 1943 года Указом Президиума Верховного Совета СССР Константину Недорубову было присвоено звание Героя Советского Союза.
Золотую Звезду Героя он носил вместе с Георгиевскими крестами.
В дальнейшем Константин Недорубов в составе 5-го гвардейского Донского казачьего кавалерийского корпуса освобождал Украину. После тяжёлого ранения в декабре 1943 года был демобилизован в звании капитана. Победу над Германией он встретил в звании гвардии капитана, с 11 ранениями и тяжёлой контузией. Несмотря на раны, принял участие в Параде Победы и побывал на приёме у Сталина.
После войны жил и работал в станице Берёзовской Даниловского района Волгоградской области.
15 октября 1967 при открытии памятника-ансамбля «Героям Сталинградской битвы» на Мамаевом кургане вместе с Иваном Афанасьевым сопровождал Василия Ефремова, нёсшего факел с вечным огнём от площади Павших Борцов до Мамаева кургана. В 1970 году вместе с Иваном Афанасьевым и Василием Зайцевым заложил капсулу с посланием к потомкам, которую откроют 9 мая 2045 года, в день столетия Победы.
Умер 13 декабря 1978 года. Похоронен на кладбище станицы Берёзовской.

## Награды
Советские государственные награды:

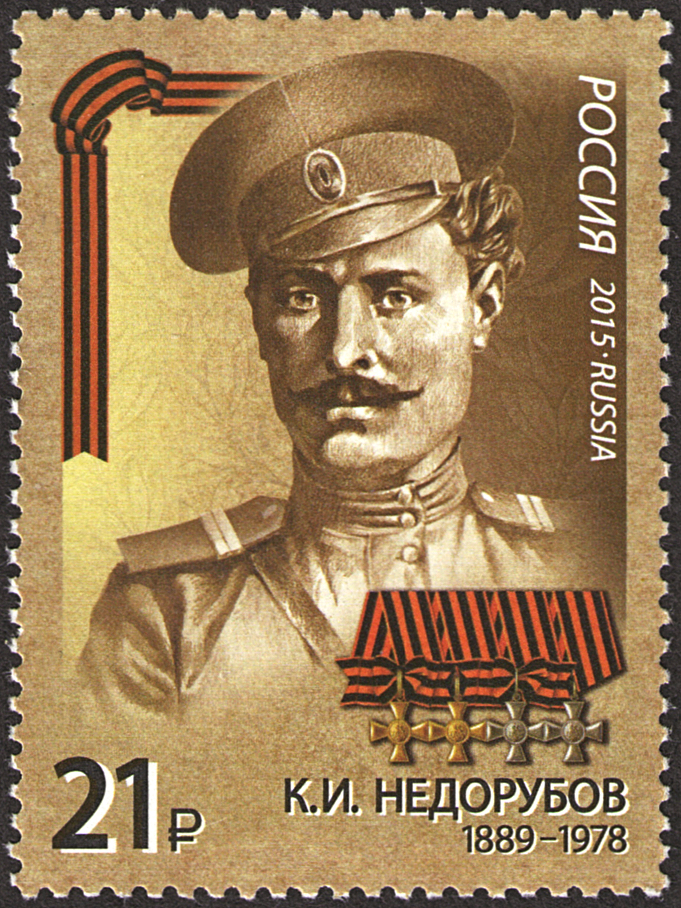
К. И. Недорубов. Почтовая марка серии «История Первой мировой войны»,

- Медаль «Золотая Звезда» № 1302 Героя Советского Союза (26 октября 1943)
- два ордена Ленина (26 октября 1943, ???)
- орден Красного Знамени (6 сентября 1942)
- медали, в том числе:
  - медаль «За боевые заслуги»
  - медаль «За оборону Кавказа»
  - медаль «За победу над Германией в Великой Отечественной войне 1941—1945 гг.»
  - медаль «50 лет Вооружённых Сил СССР»

Награды Российской империи:
- Полный Георгиевский бант
- две Георгиевские медали

## Память
- В Волгограде перед зданием мемориально-исторического музея по улице Гоголя Константину Иосифовичу Недорубову установлен памятник[2].
- В Москве, в районе Некрасовка (ЮВАО), в жилом районе Люберецкие поля в 2010 году его именем названа улица[3].
- В Кущёвском районе есть памятное место, посвящённое Недорубову[4].
- В честь Недорубова назван Волгоградский кадетский казачий корпус[5].
- В станице Куринской Апшеронского района Краснодарского края один из казачьих классов МБОУ «СОШ № 25» носит имя К. И. Недорубова.
- 7 августа 2012 года Недорубову открыта именная мемориальная доска в средней школе № 16 Кущёвского района[6]. 7 сентября того же года имя Недорубова присвоено самой школе[7][8].
- 8 апреля 2015 года Недорубову установен бюст в станице Кущёвская[9].
- 7 декабря 2018 года имя Недорубова присвоено средней школе № 14 Темрюкского района[10].
- 18 мая 2019 года в станице Берёзовской Даниловского района Волгоградской области прошли торжества, посвященные 130-летию со дня рождения Недорубова[7].

## Документальное кино
- Заговоренный. Три войны казака Недорубова. Кинокомпания «Родина». Россия. 2011.